# Dura inhonorata
Dura inhonorata is een vlinder uit de familie spinneruilen (Erebidae), onderfamilie donsvlinders (Lymantriinae). De wetenschappelijke naam van deze soort is voor het eerst geldig gepubliceerd in 1874 door Hopffer.
De soort komt voor in tropisch Afrika.